# Plouguiel
Plouguiel is een gemeente in het Franse departement Côtes-d'Armor (regio Bretagne). De plaats maakt deel uit van het arrondissement Lannion. Plouguiel telde op 1 januari 2022 1.745 inwoners.

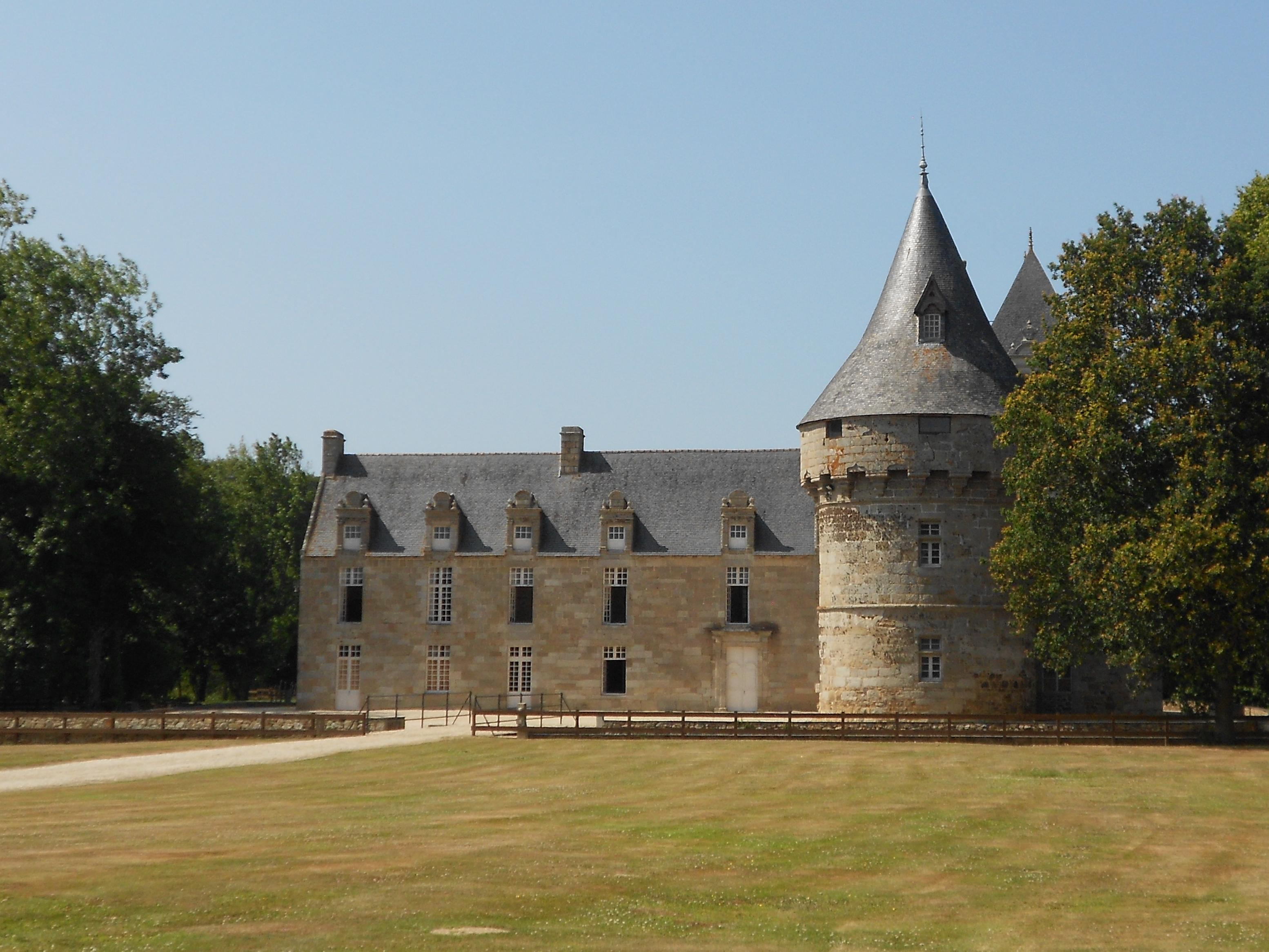
Kasteel van Kéralio
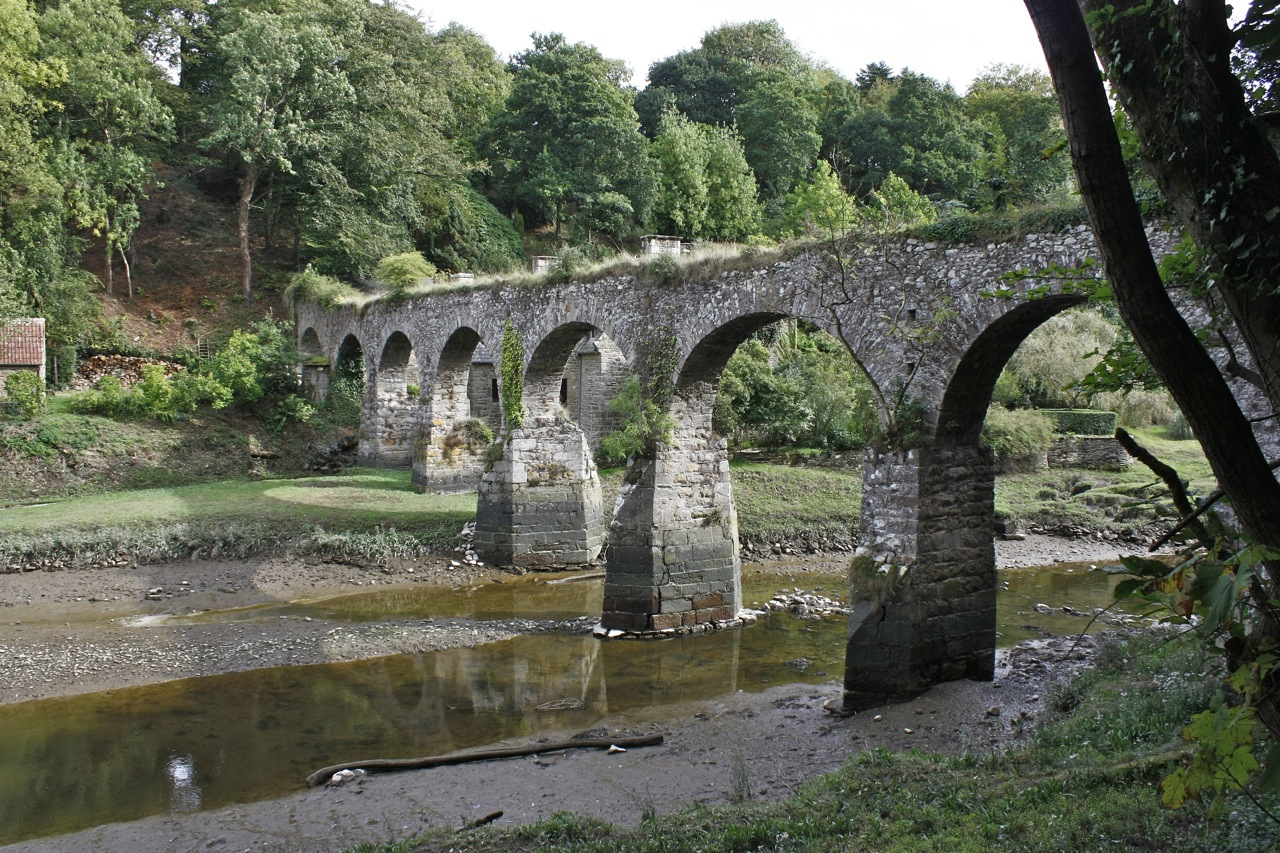
Guindy-aquaduct

## Geografie
De oppervlakte van Plouguiel bedroeg op 1 januari 2022 19,07 vierkante kilometer; de bevolkingsdichtheid was toen 91,5 inwoners per km².
De onderstaande kaart toont de ligging van Plouguiel met de belangrijkste infrastructuur en aangrenzende gemeenten.

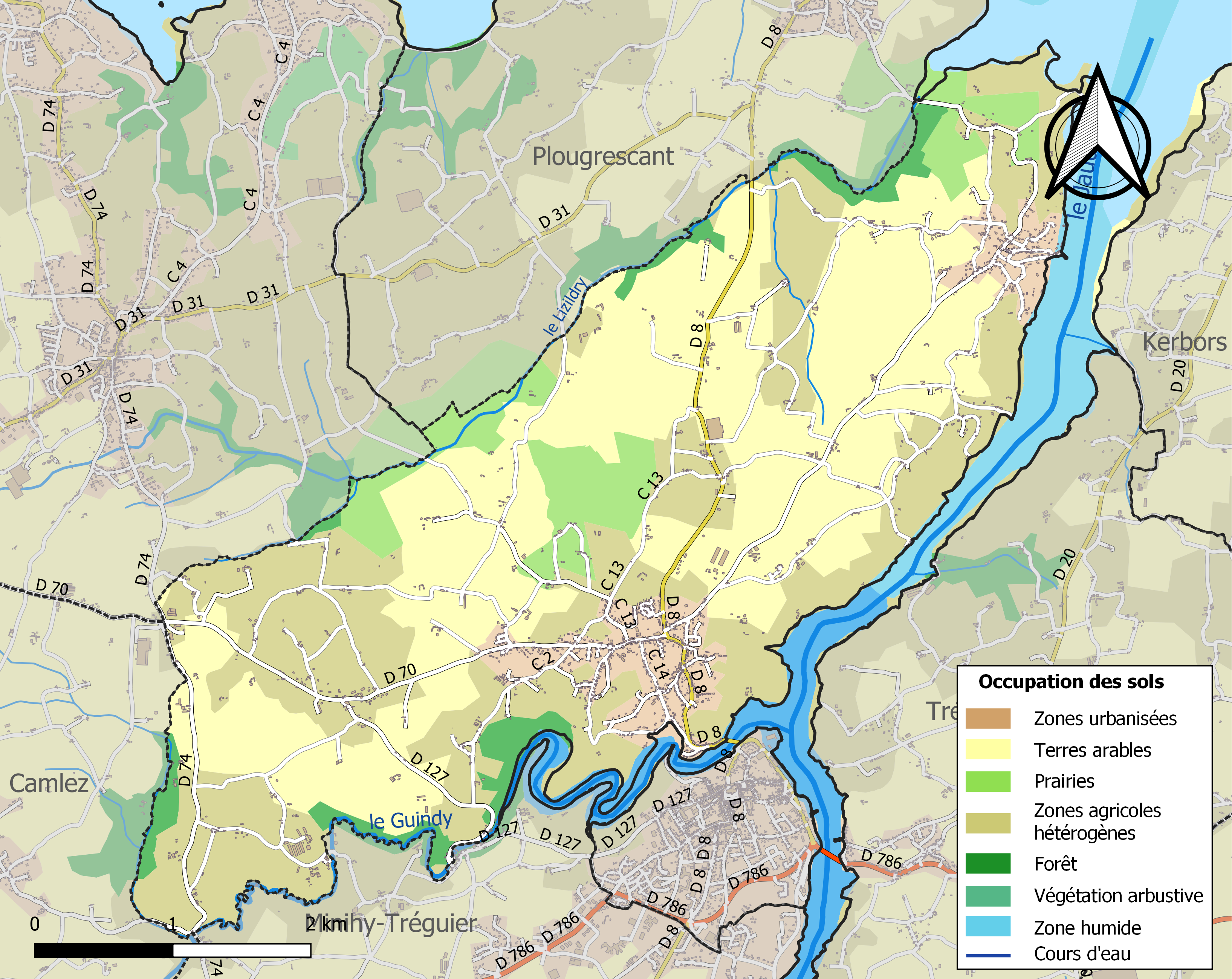

## Demografie
Onderstaande figuur toont het verloop van het inwonertal (bron: INSEE-tellingen).